# Palazzo Donini
Palazzo Donini è un palazzo gentilizio del XVIII secolo di Perugia. Situato in piazza Italia, è sede della Giunta regionale dell'Umbria. 

## Caratteristiche
Costruito dal 1716 al 1724 da un ignoto architetto, l'attribuzione tradizionale a Pietro Carattoli non è verosimile, per il fatto che l'artista perugino nel 1716 era appena tredicenne.
Evidenti sono i riferimenti allo stile cinquecentesco toscano e ai coevi palazzi romani. L’architettura dal sobrio ordine compositivo è scandita da due ordini di cornicioni e tre di finestre.
Al piano nobile si alternano timpani ricurvi con altri triangolari in travertino. Il palazzo è adorno di due grandi portali, uno si apre sul Corso Vannucci, l'altro sulla Piazza Italia. Entrambi presentano due colonne in travertino sormontate da un balcone. L’interno  fu riccamente decorato tra il 1745 e il 1750 dai migliori esponenti della cultura artistica perugina dell’epoca, coordinati da Pietro Carattoli tra i quali figurano: Francesco Appiani, Anton Maria Garbi, Giuseppe Brizi, Giacinto Boccanera e Nicola Giuli.
Pietro Carattoli diresse i lavori delle decorazioni murali e stabilì i soggetti da rappresentare.
Molto interessante è il piano nobile con suggestive inquadrature prospettiche e soggetti di carattere mitologico. Nel salone d’onore, sopra il grandioso ballatoio in legno, Francesco Appiani dipinse Giove fulminante il cocchio dell’Orgoglio. Anche la cappella di palazzo è interamente decorata da stucchi e dipinti inquadrati in  prospettive architettoniche illusionistiche. Sopra la cella dell’altare si trova l’Incoronazione della Vergine di Francesco Appiani.
La sala del Caminetto, decorata dal Carattoli e da Giacinto Boccanera si può considerare la più suggestiva in quanto estremo esempio delle ardite prospettive architettoniche presenti nel palazzo.
Nel XIX fu venduto da Pierluigi Donini al Comune di Perugia, che lo usò come sede di rappresentanza, nel 1819 vi accolse il principe austriaco di Klemens von Metternich con la sua cancelleria. Prima di ospitare gli uffici della Giunta Regionale, il palazzo fu sede della Facoltà di Lettere e Filosofia dell’Università degli Studi di Perugia.
Nel palazzo è custodita la mostra permanente di Salvatore Fiume, artista siciliano che ha descritto episodi e personaggi della storia dell'Umbria. Il committente Bruno Buitoni, titolare della IBP industrie Buitoni Perugina, ne ha fatto dono alla Regione Umbria.
Da documenti d’archivio si è a conoscenza che Il palazzo è sorto su una preesistente cisterna romana e ipogeo paleocristiano, il materiale rinvenuto è andato disperso.